# Margarita Teresa av Spanien i sorgklänning
Margarita Teresa av Spanien i sorgklänning är en oljemålning, utförd av den spanske målaren Juan Bautista Martínez del Mazo år 1665–1666. Målningen visar den fjortonåriga Margarita Teresa av Spanien iförd sorgklänning efter fadern Filip IV:s död år 1665.

## Beskrivning
Målningen visar den unga Margarita Teresa iklädd sorgklänning. Hennes högra hand, med en näsduk, vilar på ryggstödet på en stol med mörkröd stoppning. I den vänstra handen, som vilar mot den svarta klänningen, håller hon ett par handskar. På Margarita Teresas högra sida hänger ett draperi med böljande draperingar. Hon står på en rikt dekorerad matta. En matta med liknande dekorationer förekommer i ett av Mazos tidigare porträtt av Margarita Teresa.
I bakgrunden ses fyra personer i ett angränsande rum. Barnet längst fram med långt hår med en spira i handen och Gyllene skinnets orden runt halsen är Karl II som nu har ärvt tronen efter sin far. Personen bredvid honom är hovdvärgen Maria Bárbola, som även finns med i målningen Las Meninas av Diego Velázquez. Bakom Karl II och Maria Bárbola står en hovdam och personen i dörröppningen har ibland identifierats som Maria Anna av Österrike i änkedräkt.

### Webbkällor
- ”Margaret Theresa of Spain – Juan Bautista Martínez del Mazo” (på engelska). Museo del Prado. Arkiverad från originalet den 13 maj 2021. https://archive.md/4yap2. Läst 13 maj 2021.